# Bell 222
Il Bell 222 è un elicottero bimotore leggero costruito da Bell Helicopter. Il Bell 230 è una versione migliorata del 222, dotato di motori differenti e altre modifiche minori. Una versione esteticamente modificata del 222 è stata utilizzata come velivolo nella serie televisiva statunitense Airwolf.

## Sviluppo
Alla fine degli anni sessanta, Bell ha iniziato la progettazione di un nuovo elicottero leggero a doppia turbina. Dopo aver presentato il modellino a una convention sugli elicotteri, visto l'interesse suscitato la Bell annunciò l'avvio della produzione del nuovo Bell 222.
Il Bell 222 è stato il primo elicottero commerciale leggero a due motori a turbina sviluppato negli Stati Uniti. La produzione iniziò nel 1975. Il modello 222 fece il suo primo volo il 13 agosto del 1976. Ha ricevuto la certificazione dalla Federal Aviation Administration (FAA) il 16 agosto 1979 ed è stato approvato per le regole del volo a vista (VFR) il 20 dicembre 1979. Le consegne iniziarono il 16 gennaio 1980.

## Design
Il progetto del 222 comprende le due pale del rotore principale in acciaio inox e fibra di vetro e il mozzo del rotore dotato di boccole in gomma autolubrificanti. La sua cabina contiene un massimo di 10 persone con 1-2 piloti e 8-9 passeggeri, a seconda della configurazione.
Il 222 è dotato di due Lycoming LTS101, da 592 shp ciascuna,, ma le versioni successive sono dotate di motori più potenti.

## Varianti

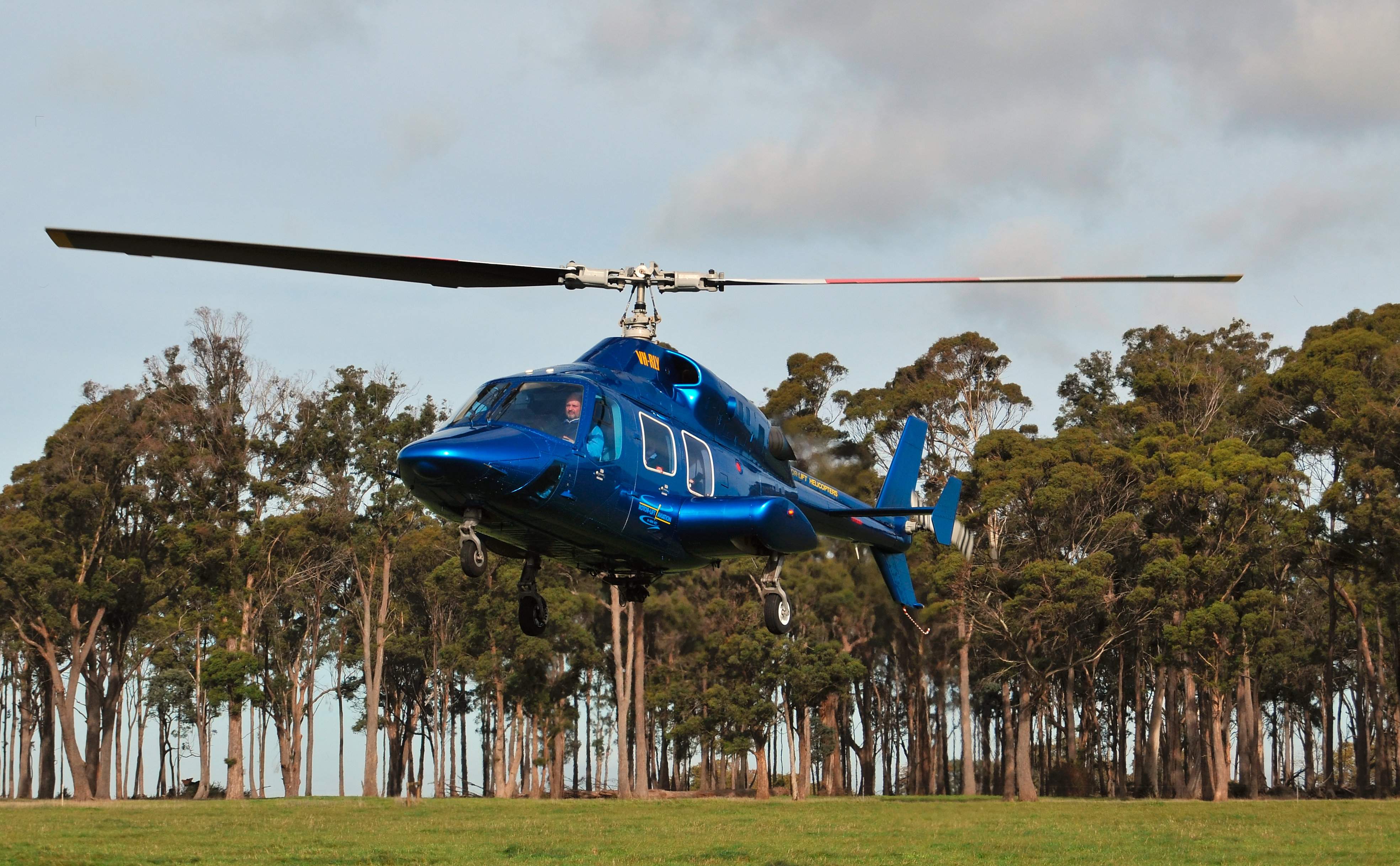
Bell 222

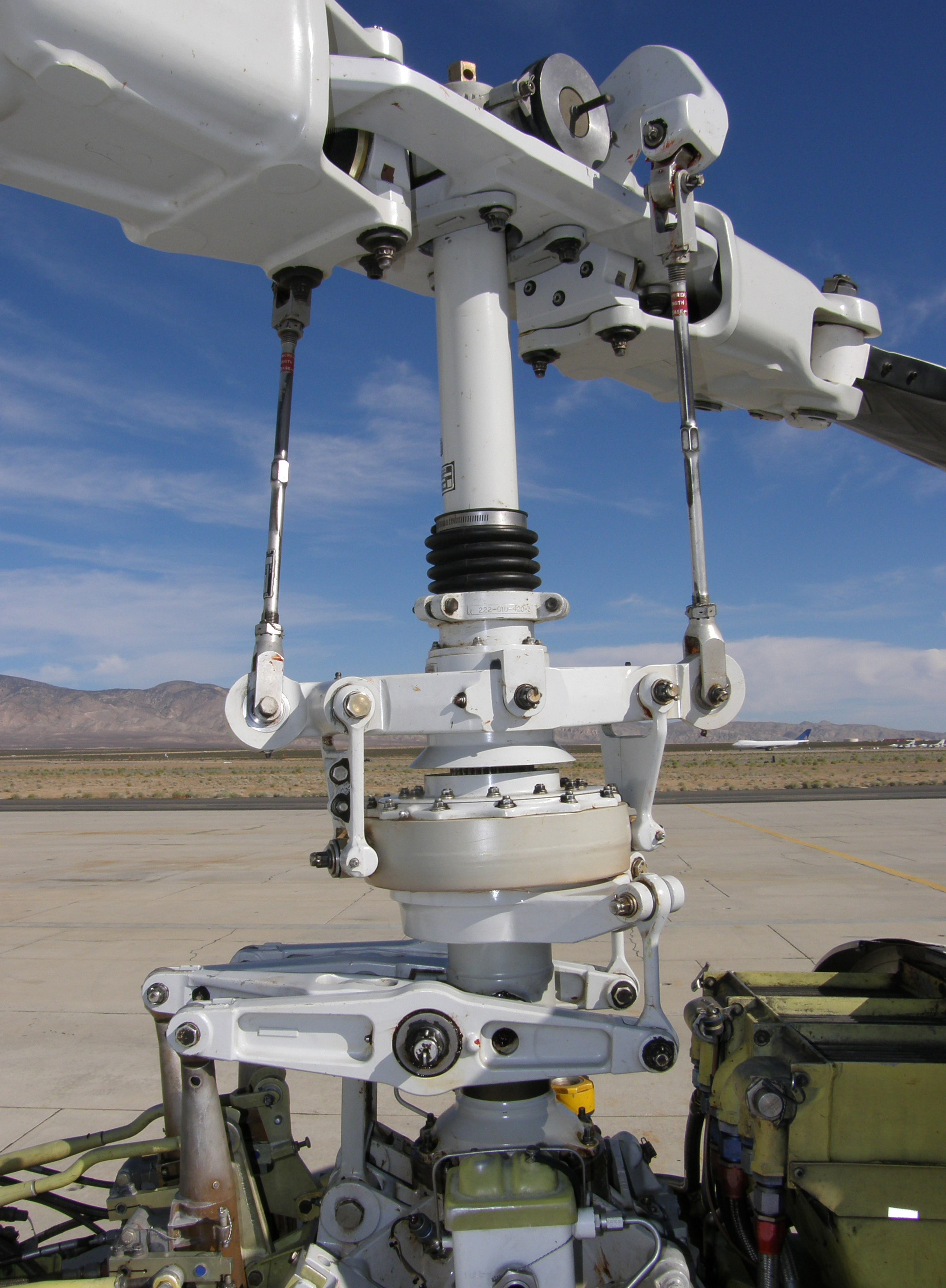
Il rotore e i controlli di volo di un Bell 222U

Bell 222La versione originale del modello 222, qualche volta chiamato ufficiosamente Bell 222A per distinguerlo dal Bell 222B. È dotato di due motori Honeywell LTS-101-650C-3.
Bell 222BNel 1982 fu creata una versione più potente del 222 con un rotore principale ingrandito che fu chiamata Bell 222B.
Bell 222B ExcutiveQuesta versione presenta miglioramenti e interni di lusso.
Bell 222UUna variante del 222B equipaggiata con pattini, introdotta nel 1983. La mancanza del carrello retrattile ha consentito la presenza di serbatoi di carburante ausiliari più grandi.
Bell D-292Furono apportate importanti modifiche a tutti i sistemi in particolare al rotore di coda. Il D-292 ha la fusoliera di un nuovo materiale composito.
Bell 230Nel 1991 il design del 222B fu migliorato, dando più potenza ai motori, e fu chiamato Bell 230. La produzione terminò nel 1995.
Bell 230 ExecutiveVersione per il trasporto Executive.
Bell 230 UtilityVersione per il trasporto Utility.
Bell 230 EMSVersione eli-ambulanza equipaggiata con una o due barelle.
Bell 222SPDurante gli anni novanta, alcuni Bell 222 furono modificati con i motori del 222B' e del 230, che furono chiamati 222SPs.
Bell 430Nel 1995 fu lanciato sul mercato il Bell 430 una versione allungata del 230 (aveva un posto in più del 230) inoltre aveva un motore più potente e un rotore principale da quattro pale.

## Utilizzatori

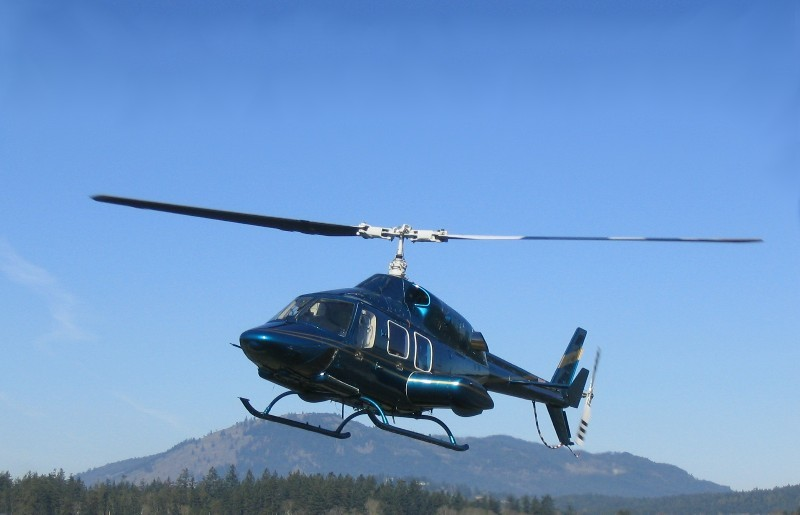
Bell 222U

Sebbene la maggior parte dei Bell 222 / 230 vennero, e sono tuttora utilizzati da privati, charter o da medie-grandi aziende alcuni esemplari furono utilizzati da forze armate.

### Civili
Australia
- Careflight Queensland

 Regno Unito
- Air Hanson

2 Bell 222 ex Royal Oman Police ricevuti nel 1986.

### Governativi
Oman
- Royal Oman Police

2 Bell 222 in servizio dal 1981 al 1986, anno in cui furono ceduti all'operatore britannico Air Hanson.

### Militari
Albania
- Albanian Air Force operò con un Bell 222 dal 1979 al 2001.

 Ecuador
- Armada del Ecuador

2 Bell 230T consegnati nel 1998, 1 è stato perso nel 2009.

## Caratteristiche e prestazioni
| Modello             | 222                                                                     | 222B                                                                    | 222U                                                                    | 230                                                                     |
| ------------------- | ----------------------------------------------------------------------- | ----------------------------------------------------------------------- | ----------------------------------------------------------------------- | ----------------------------------------------------------------------- |
| Annuncio            | 1974                                                                    | 1982                                                                    | 1982                                                                    | 1990                                                                    |
| Primo volo          | 13 agosto 1976                                                          | 1982                                                                    | 1983                                                                    | 12 agosto 1991                                                          |
| Certificato         | Dicembre del 1979                                                       | Agosto 1982                                                             | Aprile 1983                                                             | Marzo 1992                                                              |
| In vendita          | 1980                                                                    | 1982                                                                    | 1983                                                                    | Novembre 1992                                                           |
| Sedili              | Davanti: pilota + uno. Dietro: 4–6 Massimo 10 (1 pilota e 9 passeggeri) | Davanti: pilota + uno. Dietro: 4–6 Massimo 10 (1 pilota e 9 passeggeri) | Davanti: pilota + uno. Dietro: 4–6 Massimo 10 (1 pilota e 9 passeggeri) | Davanti: pilota + uno. Dietro: 4–6 Massimo 10 (1 pilota e 9 passeggeri) |
| Altezza             | 11 ft 8 in (3.56 m)                                                     | 11 ft 8 in (3.56 m)                                                     | 12 ft 2 in (3.71 m)                                                     | 11 ft 8 in (3.56 m)                                                     |
| Lunghezza fusoliera | 12.85 m                                                                 | 12.85 m                                                                 | 12.78 m                                                                 | 12.88 m                                                                 |
| Diametro rotore     | 12.2 m                                                                  | 12.80 m                                                                 | 12.80 m                                                                 | 12.80 m                                                                 |
| Lunghezza           | 15.1 m                                                                  | 15.32 m                                                                 | 15.32 m                                                                 | 15.32 m                                                                 |
| Motore (2x)         | Lycoming LTS-101-650C-3                                                 | Lycoming LTS-101-750C                                                   | Lycoming LTS-101-750C                                                   | Rolls-Royce 250-C30G/2                                                  |
| Potenza (2x)        | 618 cavalli (461 kW)                                                    | 680 cavalli (505 kW)                                                    | 680 cavalli (505 kW)                                                    | 700 cavalli (520 kW)                                                    |
| Velocità massima    | 130 kt (149 mph, 240 km/h)                                              | 135 kt (155 mph, 250 km/h)                                              | 135 kt (155 mph, 250 km/h)                                              | 140 kt (161 mph, 260 km/h)                                              |
| salita              | 1,580 ft/min (8.03 m/s)                                                 | 1,730 ft/min (8.79 m/s)                                                 | 1,730 ft/min (8.79 m/s)                                                 | ~1,600 ft/min (8.13 m/s)                                                |
| Capacità serbatoio  | 710+182 L                                                               | 710+182 L                                                               | 710+460 L                                                               | 710+ ? L                                                                |
| Raggio              | 324 miglia nautiche (372 mi, 600 km)                                    | 378 nmi (434 mi, 700 km)                                                | 386 nmi (559 mi, 900 km)                                                | 378 nmi (434 mi, 700 km)                                                |
| Peso a vuoto        | 4,555 lb (2,066 kg)                                                     | 4,577 lb (2,076 kg)                                                     | 4,537 lb (2,058 kg)                                                     | 5,097 lb (2,312 kg)                                                     |

Fonti: Airliners.net, Helicopterdirect, Altri

## Media
Un Bell 222 esteticamente modificato venne utilizzato nel telefim  Airwolf  (1984-1987)

## Elicotteri comparabili
- Sikorsky S-76
- Agusta A109
- Eurocopter Dauphin